# The Horrors (мини-альбом)
The Horrors (с англ. — «Ужасы»), иногда We Are the Horrors (с англ. — «Мы ужасы») — дебютный мини-альбом британской рок-группы The Horrors, выпущенный 24 октября 2006 года на лейбле Stolen Transmission.

## Об альбоме
По сути релиз состоит из сторон «А» и «Б» с ранее выпущенных синглов группы: «Death at the Chapel» и «Sheena Is a Parasite». Композиция «Crawdaddy Simone» — это кавер-версия песни бит-группы The Syndicats 1965 года (с участием Рэя Фенвика), спродюсированного Джо Миком.

## Выпуск
Изначально The Horrors был выпущен только в Соединённых Штатах, но в конечном итоге был выпущен в Великобритании. Несколько другая версия с «белой» обложкой была выпущена в Японии и Австралии.

## Приём
| Оценки критиков | Оценки критиков |
| Источник        | Оценка          |
| --------------- | --------------- |
| AllMusic        | [ 1 ]           |
| Pitchfork       | 6.6/10          |
| PopMatters      | 8/10            |

Мини-альбом The Horrors в целом был хорошо встречен критиками.
Хизер Фарес из AllMusic написала: «не смотря на усладу для глаз их музыка держится хорошо; этот одноименный EP, который включает в себя песни из их британских синглов с весны и лета 2006 года, является очень интересным кадром их высокого стиля хоррор-панка». Стюарт Берман из Pitchfork писал: «по сравнению с типичными британскими инди-таблоидными модниками они являются освежающе похотливой и грубой аномалией. При всей их портновской экстравагантности, the Horrors — это прилежные гаражно-панковые пуристы, которые любят его высушенным до костей».

## Список композиций
Все тексты написаны Фэрисом Бэдваном, вся музыка написана The Horrors, за исключением отмеченных.
| №                   | Название               | Музыка              | Длительность |
| ------------------- | ---------------------- | ------------------- | ------------ |
| 1.                  | «Death at the Chapel»  |                     | 1:52         |
| 2.                  | «Crawdaddy Simone»     | The Syndicats       | 3:16         |
| 3.                  | «Sheena Is a Parasite» |                     | 1:42         |
| 4.                  | «Jack the Ripper»      | Скриминг Лорд Сатч  | 2:34         |
| 5.                  | «Excellent Choice»     |                     | 3:07         |
| Общая длительность: | Общая длительность:    | Общая длительность: | 12:31        |

| №  | Название                                                                    | Длительность |
| -- | --------------------------------------------------------------------------- | ------------ |
| 6. | «Who Says» (только в японском издании)                                      | 2:05         |
| 7. | «Sheena Is a Parasite (Video)» (только в австралийском и японском изданиях) |              |

## Участники записи
| The Horrors - Фэрис Бэдван — вокал - Джошуа Хэйвард — гитара - Том Ферс — бас-гитара - Рис Уэбб — орган («Sheena Is a Parasite») - Джо Сперджен — барабаны | Производственный персонал - Себ Льюсли — продюсер, звукорежиссёр - Джим Уилсон — продюсер - Дмитрий Тиковой — продюсер («Death at the Chapel» и «Crawdaddy Simone») - Энди Саундерс — звукорежиссёр («Death at the Chapel» и «Crawdaddy Simone») - Дин Чалкли — фотограф - Кьяран О’Ши — арт-директор, дизайн |